# Granit Maqedonci
Granit Maqedonci (Pristina, 25 maart 1989) is een Zweeds-Kosovaars voetbalscheidsrechter. Hij is in dienst van FIFA en UEFA sinds 2024. Ook leidt hij sinds 2018 wedstrijden in de Allsvenskan.
Op 4 augustus 2018 leidde Maqedonci zijn eerste wedstrijd in de Zweedse nationale competitie. Tijdens het duel tussen IF Brommapojkarna en Dalkurd FF (2–1) trok de leidsman driemaal de gele kaart. In Europees verband debuteerde hij op 18 juli 2024 tijdens een wedstrijd tussen Linfield en Stjarnan in de eerste voorronde van de UEFA Conference League; het eindigde in 3–2 en de Zweedse leidsman gaf twee gele kaarten en één rode. Zijn eerste interland floot hij op 6 juni 2025, toen Schotland met 1–3 verloor van IJsland. Tijdens dit duel gaf Maqedonci drie gele kaarten.

## Interlands
| Datum       | Plaats             | Wedstrijd           | Uitslag | Competitie        | Kreeg geel | Kreeg voor de tweede keer geel en dus rood | Weggestuurd |
| ----------- | ------------------ | ------------------- | ------- | ----------------- | ---------- | ------------------------------------------ | ----------- |
| 6 juni 2025 | Glasgow, Schotland | Schotland – IJsland | 1 – 3   | Vriendschappelijk | 3          | 0                                          | 0           |

Laatst bijgewerkt op 7 juni 2025.